# Olympische vlag

Olympische ringen

De olympische vlag werd  in 1914 door het Internationaal Olympisch Comité aangenomen. De vlag was eigenlijk ontworpen voor het twintigjarig jubileum van de Olympische Beweging in Parijs in 1914, maar werd bij die gelegenheid gekozen tot algemene vlag van de beweging. Hoewel de vlag ook na Parijs 1914 verscheidene malen gebruikt is, waren de eerste naoorlogse spelen, de Olympische Zomerspelen 1920 in Antwerpen, de eerste Olympische Spelen waar de vlag gehesen werd.
De vlag is ontworpen door Pierre de Coubertin; het is een witte vlag met daarop het in 1913 door hem ontworpen symbool van vijf in elkaar grijpende ringen van verschillende kleuren (blauw, zwart, rood, geel en groen). Het Internationaal Olympisch Comité beweerde ooit dat iedere kleur gekoppeld is aan een specifiek werelddeel. Coubertin ontkende dit: ze zijn gekozen omdat elke vlag van een land minstens een van deze zes kleuren (wit inbegrepen) bevat. De vijf ringen symboliseren ook passie, vertrouwen, overwinning, ethiek en sportiviteit.
De vijf geschakelde ringen zijn tijdens de Olympische Spelen van 2024 niet alleen te zien op de vlag, maar ook bij alle Olympische accommodaties. Op tv verschijnen ze prominent bij de zenderlogo's.

## Antwerpen-vlag
Veel van de oorspronkelijke vlaggen uit 1920 waren na het evenement spoorloos verdwenen. Een daarvan dook ineens weer op in 1997: de Amerikaanse schoonspringer Harry Prieste gaf de vlag drie jaar later officieel terug tijdens de 111e vergadering van het IOC in Sydney. Prieste, toen 103 jaar oud, biechtte op dat hij destijds in de mast was geklommen en de vlag had gestolen, opgejut door een weddenschap met landgenoot en Olympisch zwemkampioen Duke Kahanamoku. De politie had Prieste weliswaar betrapt bij zijn actie, maar Prieste liep te snel voor de Antwerpse agenten. De stad Antwerpen had direct interesse in die vlag, en wilde hem als lokaal Olympisch erfgoed een ereplaats in de stad geven. Via het Olympisch museum in Lausanne kwam de vlag in 2004 terug naar Antwerpen. Sinds 2013, het jaar dat Antwerpen de titel Europese Sporthoofdstad droeg, is de olympische vlag van 1920 in de entreehal van het stadhuis van Antwerpen te bewonderen. In 2017 is de vlag echter wegens de renovatie van het stadhuis opgeslagen in de collectie van het MAS.
Een samenloop van omstandigheden, had Antwerpen ertoe gebracht het IOC een geborduurde vlag aan te bieden. Het IOC nam de gift aan, maar bedong dat die steeds bewaard zou worden door het scheidende organisatie-commitee, tot vlak voor de volgende zomerspelen. (Er waren nog geen winterspelen in die tijd.) Dit werd de Antwerpse Vlag. Soortgelijke omstandigheden brachten dieven ertoe de vlaggen die overal te zien waren, mee te nemen toen de wedstrijden voorbij waren. Die laatste nacht stal Prieste een gewone Olympische vlag, en andere dieven stalen de veel grotere Stadium-vlag. Die stadium-vlag is nooit teruggevonden; voor de afsluiting werd een kleinere, gewone Olympische vlag gehesen.
Nadat de olympische stadium-vlag in 1920 zo gestolen werd, werd een nieuwe vlag gemaakt voor de Olympische Zomerspelen 1924 in Parijs (die daar ook weer gestolen werd). Deze stadium-vlag uit Antwerpen wordt door de pers vaak aangeduid als de Antwerpen-vlag, maar in werkelijkheid gaat het over verschillende vlaggen.

## Oslo-vlag
Tijdens de Olympische Winterspelen 1952 in het Noorse Oslo kregen de Winterspelen voor het eerst een eigen, iets afwijkende vlag. Tegenwoordig wordt tijdens de Winterspelen gebruik gemaakt van een replica omdat de Oslo-vlag erg kwetsbaar is.

## Seoel-vlag
De stad Seoel gaf aan het IOC een nieuwe vlag als opvolger van de Antwerpen-vlag. Deze vlag staat bekend als de Seoel-vlag.